# Powiat słonimski (II Rzeczpospolita)
Powiat słonimski – powiat w województwie nowogródzkim II Rzeczypospolitej. Jego stolicą było miasto Słonim. W skład powiatu wchodziło 18 gmin i 2 miasta.
12 grudnia 1920 r. pod Zarządem Terenów Przyfrontowych i Etapowych z powiatu wyłączono gminy: Rożana, Kosów, Borki i Piaski do nowo utworzonego powiatu kosowskiego.
Wcześniej powiat guberni grodzieńskiej, dzisiaj jego terytorium odpowiada częściowo rejon słonimski na Białorusi.

## Demografia
Według spisu ludności w grudniu 1919 roku powiat słonimski okręgu brzeskiego ZCZW zamieszkiwało 127 737 osób. Na jego terytorium znajdowało się 767 miejscowości, z których 6 miało 1–5 tys. mieszkańców i 1 miała ponad 5 tys. mieszkańców. Był nią Słonim z 9719 mieszkańcami.
Według Alfonsa Krysińskiego i Wiktora Ormickiego, terytorium powiatu wchodziło w skład tzw. zwartego obszaru białoruskiego, to znaczy Białorusini stanowili na nim narodowość dominującą.
Według oficjalnych danych spisu powszechnego z 1931 roku "dominacja" ta była symboliczna: powiat zamieszkiwało 126 510 osób, z których zadeklarowało jako język ojczysty: białoruski – 62 434 (49%), a polski – 52 313 (41%).

## Oświata
W powiecie słonimskim okręgu brzeskiego ZCZW w roku szkolnym 1919/1920 działało 55 szkół powszechnych, 1 szkoła średnia i 1 kurs. Ogółem uczyło się w nich 3065 dzieci i pracowało 75 nauczycieli.

## Gminy
- Byteń[6]
- Czemery
- Dereczyn
- Derewna
- Dobromyśl[7]
- Dworzec[8]
- Kostrowicze
- Kozłowszczyzna
- Kuryłowicze
- Maryjska
- Miżewicze
- Mołczadź[7]
- Pacowszczyzna[9]
- Rohotna
- Stara Wieś
- Szydłowicze
- Zdzięcioł[8]
- Żyrowice

## Miasta
- Słonim
- Zdzięcioł[10]

## Starostowie
- Marian Sieńkowski (1920-)[11]
- Ignacy Korkozowicz p.o. (– 11 marca 1925)[12]
- dr Jan Dorosz (1927[13][14])